# Makoto Ōkubo
Makoto Ōkubo (jap. 大久保 誠 Ōkubo Makoto; ur. 3 maja 1975) – japoński piłkarz występujący na pozycji pomocnika.

## Kariera klubowa
Od 1998 do 2000 roku występował w klubie Sanfrecce Hiroszima.